# Ongjin
Ongjin (kor. 옹진군, Ongjin-gun) – powiat w Korei Północnej, w prowincji Hwanghae Południowe. W 2008 roku liczył 152 878 mieszkańców. Graniczy z powiatami T’aet’an i Pyŏksŏng od północy, a także z powiatem Kangnyŏng od południowego wschodu. Powiat znajduje się nad Morzem Żółtym, określanym w Korei Północnej jako Morze Zachodniokoreańskie. Przez powiat przebiega 40-kilometrowa linia kolejowa Ongjin, łącząca Ongjin i stolicę prowincji Hwanghae Południowe, Haeju.

## Historia
Przed wyzwoleniem Korei spod okupacji japońskiej powiat składał się z 11 miejscowości (kor. myŏn) oraz 115 wsi (kor. ri). W obecnej formie powstał w wyniku gruntownej reformy podziału administracyjnego w grudniu 1952 roku. W jego skład weszły wówczas tereny należące wcześniej do miejscowości Ongjin, Tongnam, Puk, Sŏ, Ryongch’ŏn, Kyojŏng, Kach'ŏn (3 wsie) i Hŭngmi (12 wsi). Powiat Ongjin składał się wówczas z jednego miasteczka (Ongjin-ŭp) i 27 wsi.

## Gospodarka
Lokalna gospodarka oparta jest na rolnictwie. Na terenie powiatu znajdują się przede wszystkim uprawy ryżu, ale także pszenicy, kukurydzy, soi, batatów i bawełny. Powiat niegdyś był mocno zalesiony, ale wycinka drzew doprowadziła do znacznej deforestacji regionu. Istotne dla gospodarki powiatu jest także rybołówstwo oraz górnictwo. Tereny powiat kryją złoża między innymi złota.

## Podział administracyjny powiatu
W skład powiatu wchodzą następujące jednostki administracyjne:
| Nazwa jednostki administracyjnej | Rodzaj jednostki administracyjnej | Hangul       |
| -------------------------------- | --------------------------------- | ------------ |
| Ongjin-ŭp                        | miasteczko                        | 옹진읍       |
| Kugok-rodongjagu                 | dzielnica robotnicza              | 구곡로동자구 |
| Namhae-rodongjagu                | dzielnica robotnicza              | 남해로동자구 |
| Ongjin-rodongjagu                | dzielnica robotnicza              | 옹진로동자구 |
| Kurang-ri                        | wieś                              | 구랑리       |
| Kukbong-ri                       | wieś                              | 국봉리       |
| Kirindo-ri                       | wieś                              | 기린도리     |
| Taegi-ri                         | wieś                              | 대기리       |
| Raengjŏng-ri                     | wieś                              | 랭정리       |
| Ryŏnbong-ri                      | wieś                              | 련봉리       |
| Ryongch’ŏn-ri                    | wieś                              | 룡천리       |
| Ryonghodo-ri                     | wieś                              | 룡호도리     |
| Ripsŏk-ri                        | wieś                              | 립석리       |
| Manjin-ri                        | wieś                              | 만진리       |
| Pon'yŏng-ri                      | wieś                              | 본영리       |
| Samsan-ri                        | wieś                              | 삼산리       |
| Sŏhae-ri                         | wieś                              | 서해리       |
| Sŏnp'ung-ri                      | wieś                              | 선풍리       |
| Songwŏl-ri                       | wieś                              | 송월리       |
| Sudae-ri                         | wieś                              | 수대리       |
| Wŏnsa-ri                         | wieś                              | 원사리       |
| Ŭndong-ri                        | wieś                              | 은동리       |
| Jangsong-ri                      | wieś                              | 장송리       |
| Jŏnsan-ri                        | wieś                              | 전산리       |
| Jejak-ri                         | wieś                              | 제작리       |
| Jinhae-ri                        | wieś                              | 진해리       |
| Ch’angrindo-ri                   | wieś                              | 창린도리     |
| Haebang-ri                       | wieś                              | 해방리       |